# Erebochlora internexa
Erebochlora internexa là một loài bướm đêm trong họ Geometridae.